# Préfecture du Golfe
La préfecture du Golfe est une préfecture du Togo, située dans la région maritime. Elle a pour chef-lieu Lomé, qui est aussi la capitale de la République togolaise. Elle est aussi connue sous l'appellation « circonscription de Lomé » ou « préfecture de Lomé ».

## Géographie
La préfecture du Golfe est situé au sud du Togo. Elle est limitée au nord par la préfecture d'Agoè Nyivé, au nord-est par la préfecture de Zio, au sud par l'océan Atlantique, à l'est par la préfecture des Lacs et à l'ouest par le Ghana.

## Démographie
La préfecture compte 1 570 283 habitants répartis sur 300 km2, soit une densité de 5 234,3 hab./km2.

## Découpage administratif

### Golfe 1
La commune du Golfe 1, ou commune Bè-Est, s'étend sur 60,66 km2 et compte 496 870 habitants. Son chef-lieu est Bè-Afedomé. Elle comprend 31 quartiers :
- Hédjé
- Bè-Apéyémé
- Bè-Dangbuipé
- Bè Adzrometi
- Bè-Agodo
- Bè-Agodogan
- Bè-Allaglo
- Bè-Ahligo
- Bè-Hounvémé
- Bè-Adanlékponsi
- Bè-Wétékomé
- Bè-Akodessewa
- Bè Kotokou-kondji
- Bè-Ablogamé
- Bè-Kanyikopé
- Bè-Adakpamé
- Bè-Adakpamé-Dangbuipé
- Bè-Adakpamé-Apéyémé
- Bè-Adakpamé-Kpota Colas
- Bè-Kpota-Adidomé
- Bè-Akodessewa-Kpota
- Bè-Akodessewa-Kponou
- Bè-Kpota-Tokoin N'tifafa Kome Nord
- Bè-Attiégou
- Bè-Souza Nètimé no 1
- Bè-Souza Nètimé no 2
- Bè-Souza Nètimé no 3
- Bè-Anthony-Nètimé
- Katanga
- Kélégougan
- Klobatèmé

### Golfe 2
La commune du Golfe 2 est sous le ressort territorial de Bè-Centre. Son chef-lieu est Hedzranawoé. Elle comprend huit quartiers :
- Tokoin-Wuiti
- Tokoin-Tamé
- Tokoin-Enyonam
- Hedzranawoé no 1
- Hedzranawoé no 2
- Tokoin-Aviation
- Kégué
- Attiégou

### Golfe 3
La commune du Golfe 3 est sous le ressort territorial de Bè-Ouest. Son chef-lieu est Doumassesse. Elle comprend huit quartiers :
- Tokoin-Elavagnon Lycée
- Tokoin-Gbonvié
- Doumassesse
- Tokoin-Kleve
- Tokoin-Elavagnon Atchanti
- Kélégouvi
- Massouhoin
- Hanoukopé-Est

### Golfe 4
Dirigé par Jean-Pierre Fabre, la commune du Golfe 4 est sous le ressort territorial d'Amoutivé. Elle comprend 26 quartiers :
- Amoutivé
- Bassadji
- N'tifafa-Komé-Sud
- Doulassamé
- Lom-nava
- Hanoukopé
- Adoboukomé
- Aguiakomé
- Anagokomé
- Adawlato
- Beniglato
- Biossé
- Assivito
- Sanguéra
- Xlétivikondji
- Octaviano-Nétimé
- Kodjoviakopé
- Nyékonakpoè
- Adjololo
- Kodomé
- Tokoin Gbadago
- CHU Sylvanus Olympio
- Dogbéavu
- Abové
- Bè-Klikamé
- Atikoumé-Adjomayi

### Golfe 5
Dirigée par le maire Kossi Agbenyega Aboka, la commune Golfe 5 est composée de 24 villages et quartiers à savoir :
- Gakli/Djidjolé,
- Tokoin Casablanca,
- Akosombo Tamé,
- Akosombo Atikoumé,
- Agbalépedogan,
- Agbalépedo Dabla Kopé,
- Totsigan,
- Totsivi Gblenkomé,
- Adidoadin, Soviépé,
- Avenou Batomé,
- Avedji Telessou,
- Avedji Anyigbe,
- Adigomé Teshie,
- Wessome Hetchavi,
- Apedokoè Legbanou,
- Avedji Kpodji,
- Avedji Awounogbé,
- Avedji Adidome,
- Amadahomé,
- Adidogomé,
- Apedokoè Molèdji,
- Avedji Anyigbe Sud,
- Avenou Kletigomé.

### Golfe 6
Dirigée par Jean-Baptiste Koffi Dagbovie, la commune Golfe 6 est limitée au sud par l'Océan Atlantique, à l'est par la commune de Lacs 3, l'ouest par le Golfe 1 et au nord par le fleuve Zio. Elle  fait partie des treize communes du District Autonome du Grand Lomé (DAGL) et se compose de 11 villages, notamment :
- Gbétsogbé
- Noudokope
- Adamavo
- Logoti
- Doèvi-Kopé
- Avépozo
- Dévégo
- Kpogan
- Boboloè
- Agodèkè
- Baguida

### Golfe 7
Dirigée par Aimé Koffi DJIKOUNOU, la commune Golfe 7 est située au nord-ouest de la ville de Lomé. Caractérisée par une population cosmopolite d'environ 108 857 habitants en majorité jeunes, Golfe 7 est limitée à l'Ouest par le Ghana, à l'Est par la commune du Golfe 5 (Aflao-Gakli), au Nord par la préfecture de l'Avé et au Sud par Akossombo. Elle est composée vingt-six villages à savoir: 
- Akato-viepé
- avoème
- Akato-déme
- Segbegan
- Segbe douane
- Klémé-Agokpanou
- Klémé Yewepé
- Wougomé Dékpo
- Wougomé
- Sagbado Avoème
- Sagbado logoté
- Sagbado Sakani
- Sagbado Kpéssoudji
- Lankouvi Avoèm
- Lankouvi Kpéssoudji
- Lankouvi Hodor
- Yokoè Kopégan
- Yokoè Agblégan
- Gblinkomegan
- Apédokoè Gbomame,
- Apédokoè Agokpanou
- Awatame
- Wonyome
- Agotime
- Zanvi
- Ablogome